# Bad Füssing
Bad Füssing là một đô thị ở huyện Passau bang Bayern thuộc nước Đức.